# Kaprifolfly
Kaprifolfly, Xylocampa areola är en fjärilsart som beskrevs av Eugen Johann Christoph Esper 1789. Kaprifolfly ingår i släktet Xylocampa och familjen nattflyn, Noctuidae. Arten är reproducerande i Sverige. En underart finns listad i Catalogue of Life, Xylocampa areola modesta Warnecke, 1922.

## Bildgalleri

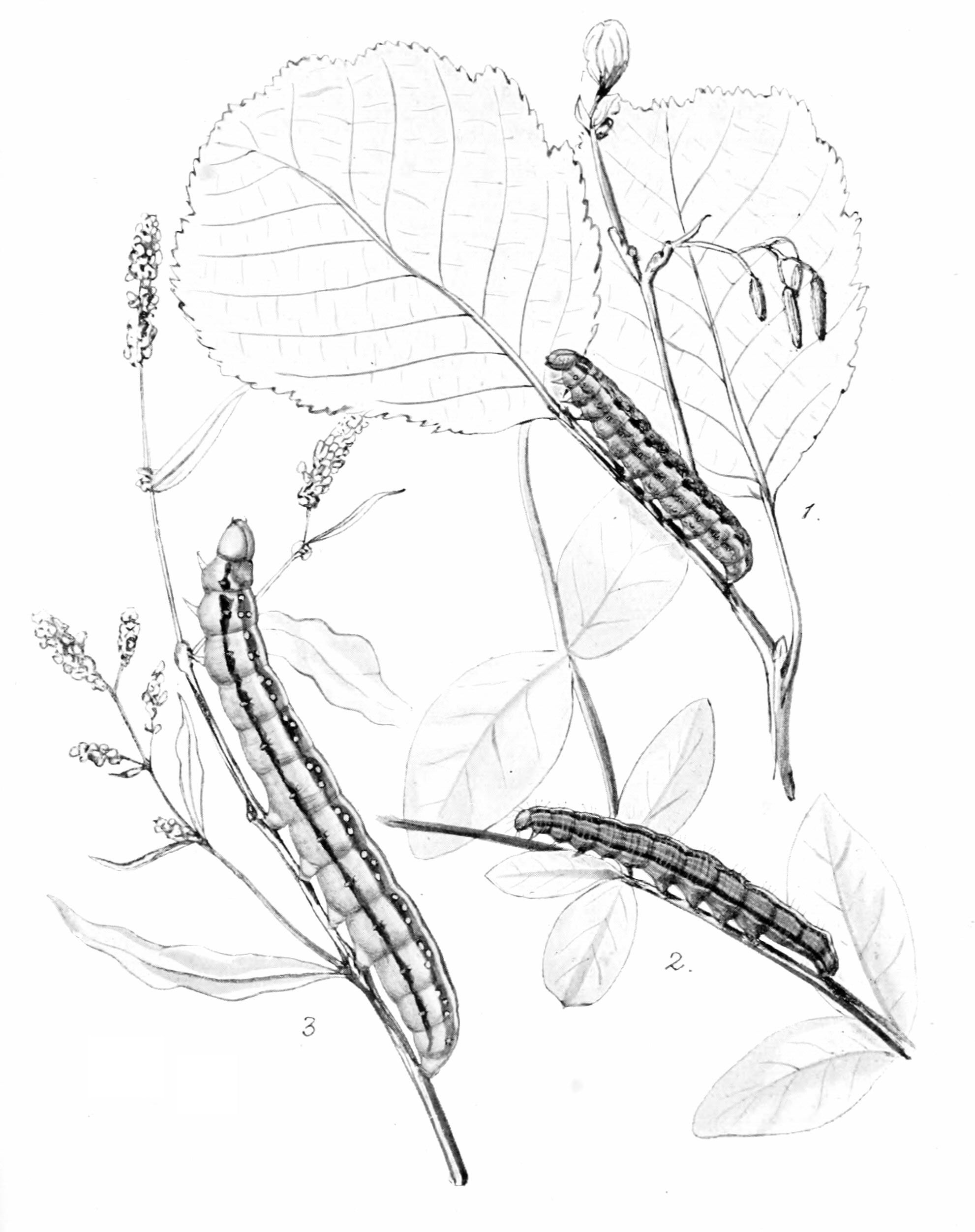
Illustration av fjärilens larv
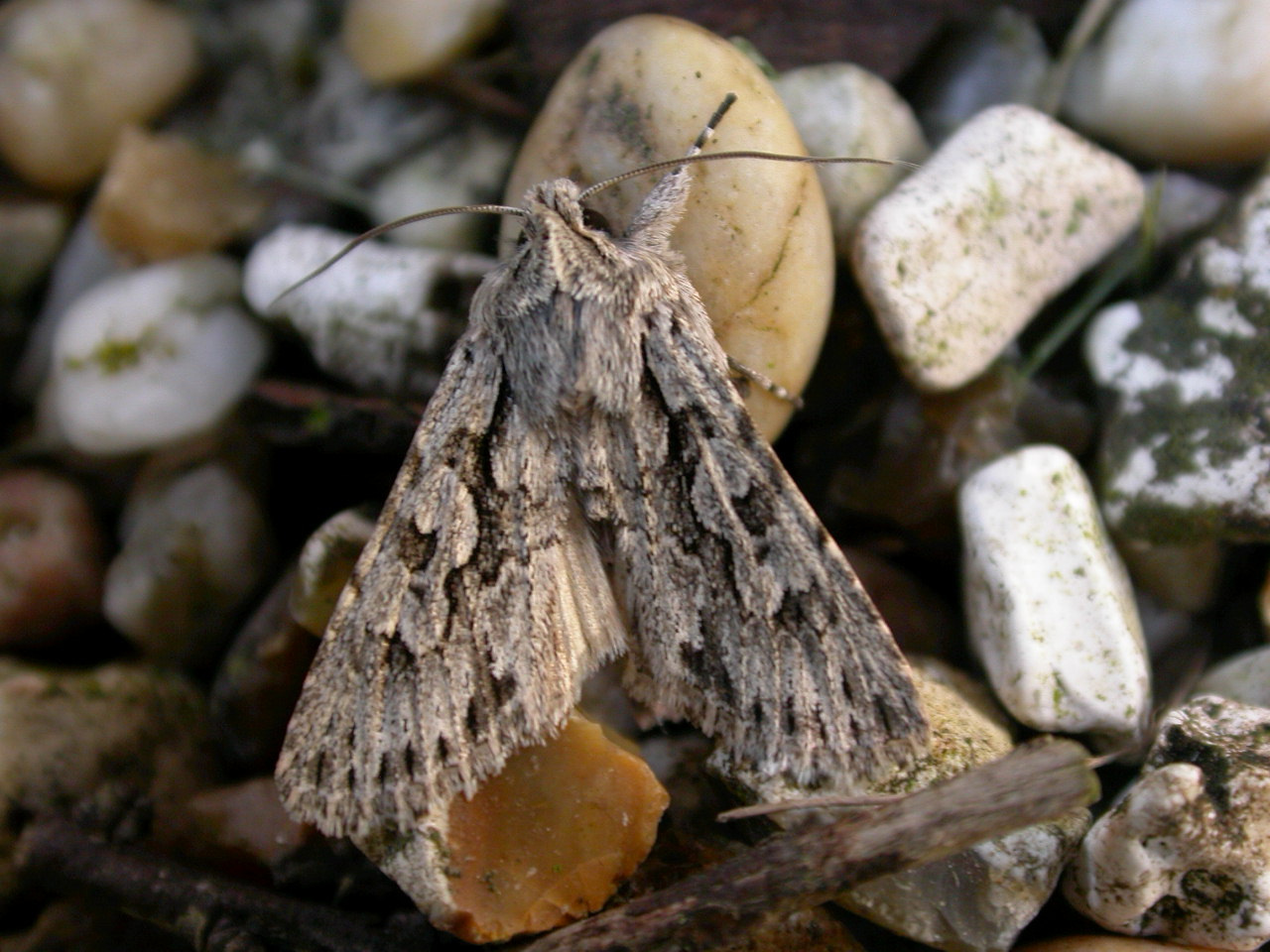
Imago fjäril
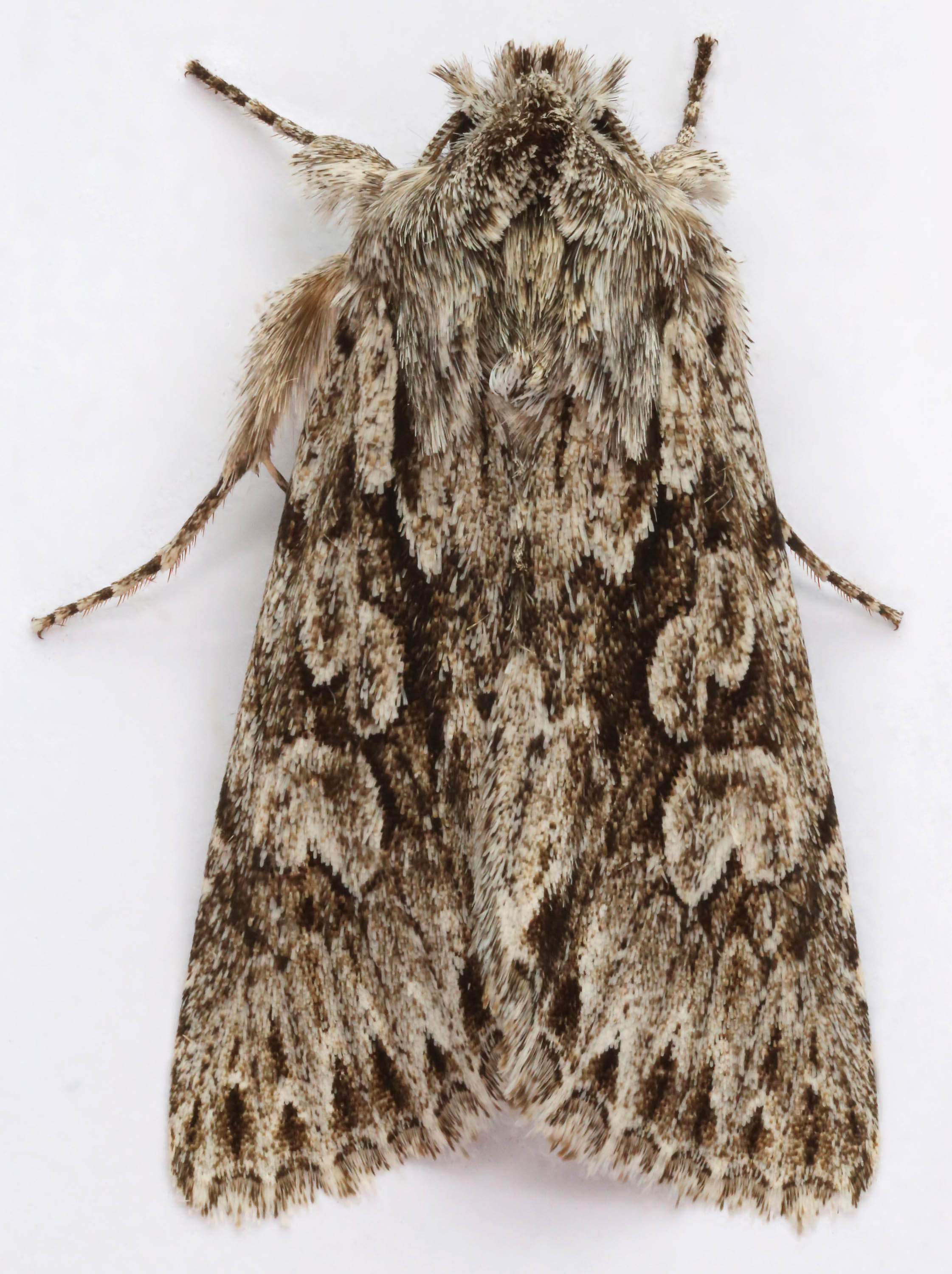
Imago fjäril